# عبد الله محمد علي غطيمي
عبد الله محمد علي غطيمي (1932 – 2002)، سياسي ونائب لبناني سابق.

## ولادته ونشأته
ولد في بلدة تبنين العاملية وذلك في العام 1932 ميلادي، وتلقى علومه الابتدائية والمتوسطة والثانوية في مدرسة المقاصد الإسلامية في صيدا.
درس الحقوق في الجامعة السورية في دمشق ونال إجازتها في العام 1950 ميلادي.
نال إجازة ثانية في الحقوق من الجامعة اليسوعية في بيروت في العام 1951 ميلادي.

## عمله
تدرج في مكتب النقيب فريد قوزما في المحاماة كما عمل في مكتب كبريال المعوشي.
عُيّن قائمقاما على قضاء راشيا سنة 1952، ثم انتقل إلى العمل في وزارة الداخلية اللبنانية ثم ما لبث أن استقال وعاد للمحاماة مرة ثانية.

## في النيابة
انتخب نائبا لمرة واحدة في العام 1964 ميلادي عن محافظة الجنوب (قضاء بنت جبيل). وكان في عداد كتلة الرئيس كامل الأسعد.

## اسرته
متزوج من السيدة فاطمة محمد زين ولهما: محمد وأسامة و إيمان وسحر وفاتن ودانيا وميرنا.

## وفاته
توفي في العام 2002 ميلادي.